# Büdingen
Büdingen – miasto w Niemczech, w kraju związkowym Hesja, w rejencji Darmstadt, na południu powiatu Wetterau. Znane z doskonale zachowanego zamku i starego miasta.

## Historia

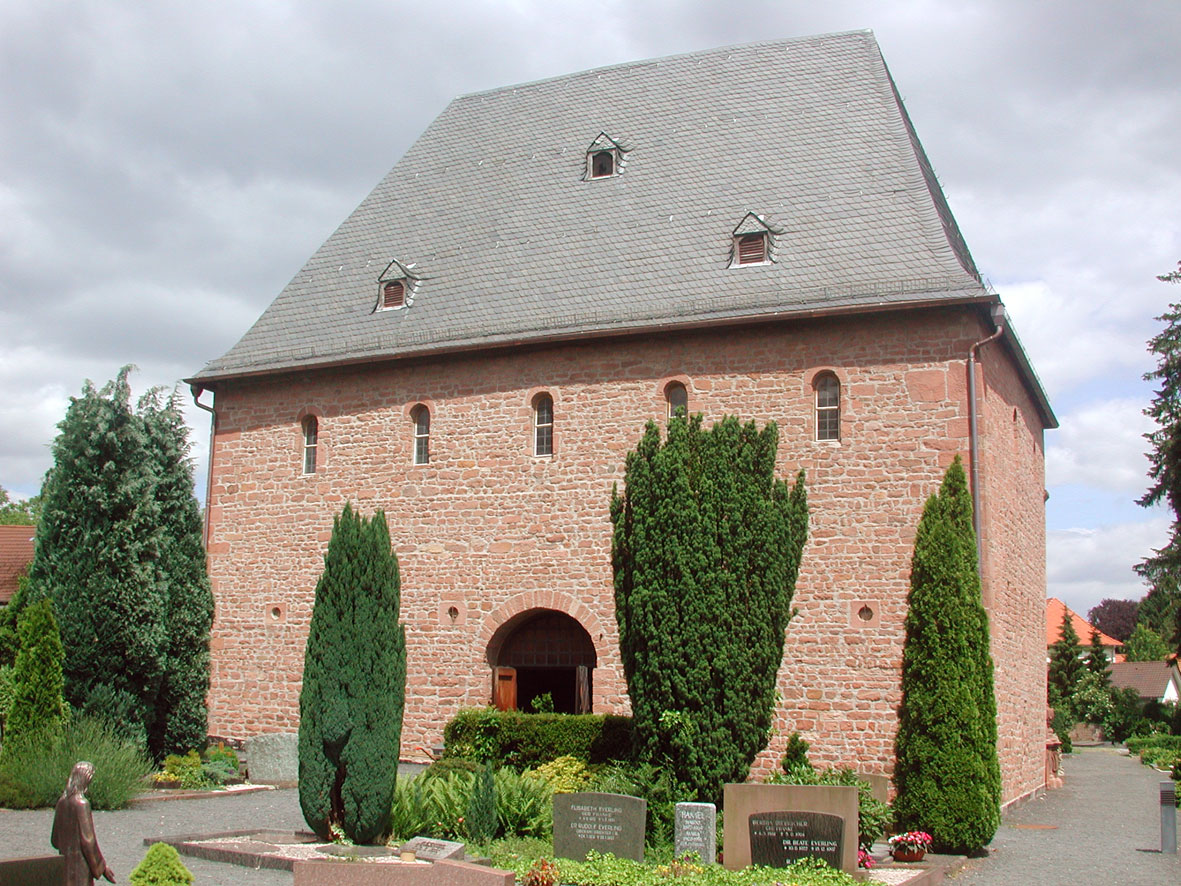
(Ewangelicki) kościół św. Remigiusza

W r. 700 powstaje kościół św. Remigiusa.
W r. 847 wzmianka „Büdingen” w kronice biskupa Wormacji (nie jest pewne, o które Büdingen tu chodzi).
W r. 1050 przebudowa kościoła św. Remigiusa (wg datowania dendrochronologicznego).
W r. 1131 wzmianka panów „von Büdingen” (Gerlacus et frater eius Ortswinus de Buedingen). Hartmann I von Büdingen został w r. 1170 vogtem i burgrafem Kaiserpfalz Gelnhausen.
W r. 1206 pierwsza wzmianka „villi” Büdingen.
Około 1240-1247 wymiera ród panów von Büdingen i zamek zostaje przejęty przez panów von Ysenburg.

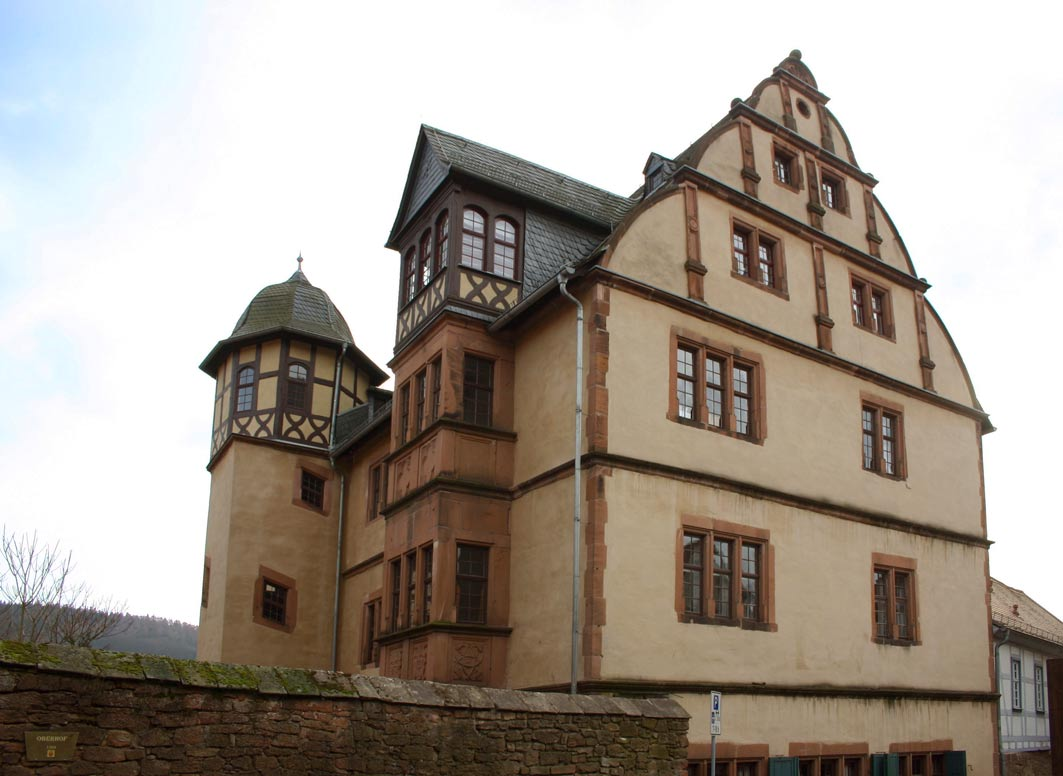
Górny Dwór – od północy

W r. 1259 pierwsza wzmianka sądu w Büdingen.

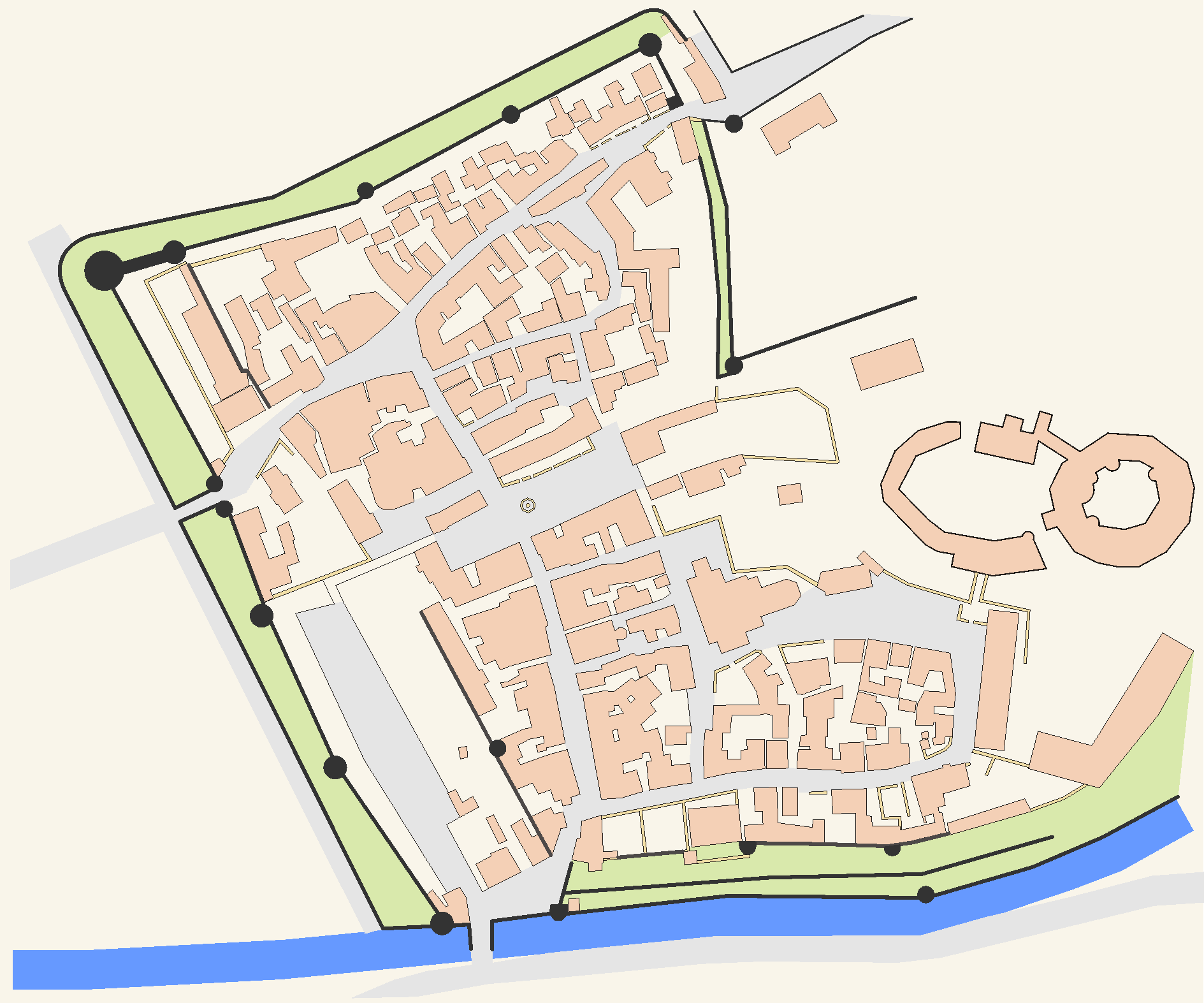
Plan starego miasta

26 lipca 1330 cesarz Ludwik IV Bawarski daje Lutherowi von Ysenburg, panowi Büdingen, przywilej targowy.

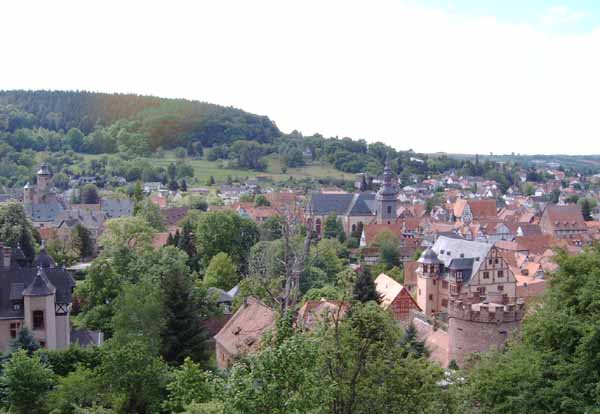
Starówka

W r. 1442 panowie von Büdingen otrzymują tytuł ‘hrabia’.

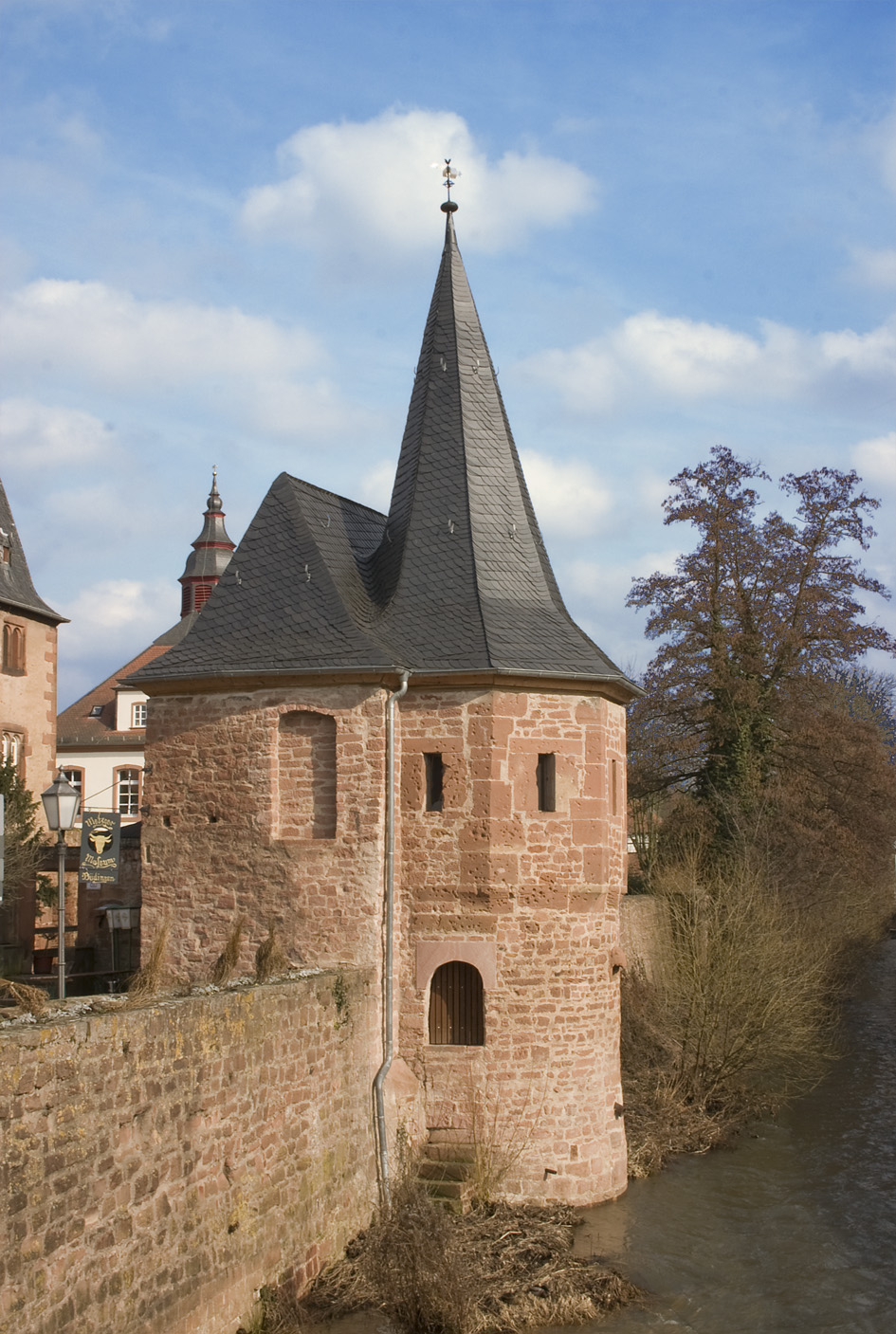
Schlaghaus – stara brama miasta

W latach 1480–1510 hrabia Ludwig II rozbudowuje wielki mur miejski z 22 wieżami, zachowanymi do dziś – to jeden z najbardziej znaczących zabytków tego typu w Niemczech.

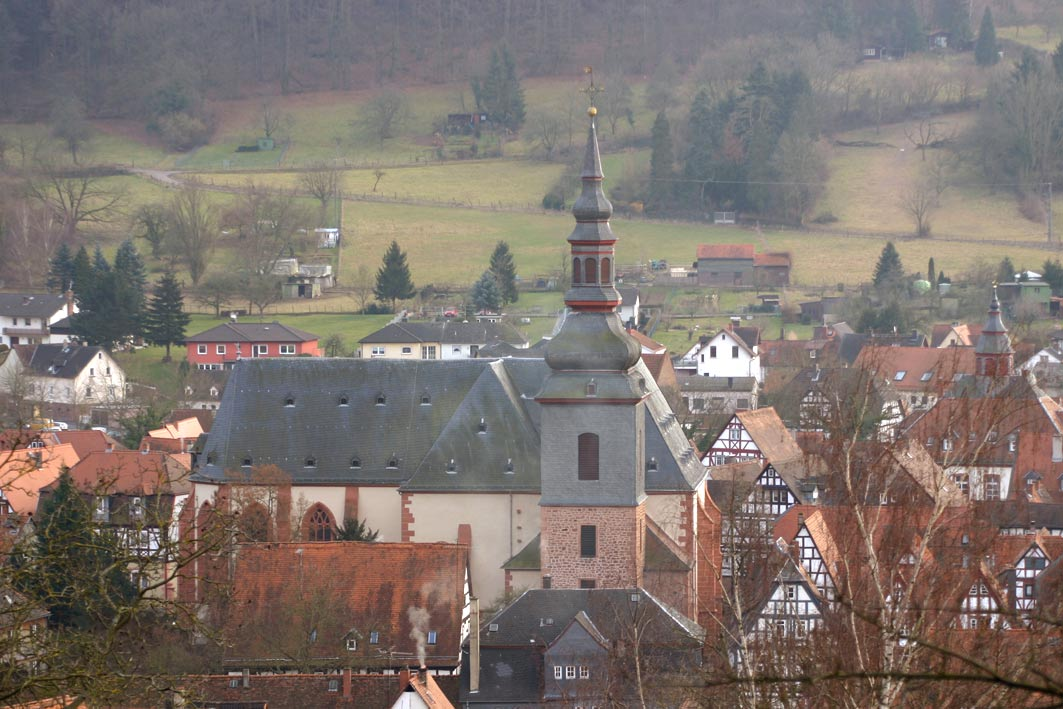
(Ewangelicki) kościół św. Marii

W r. 1521 Marcin Luter po Reichstagu w Wormacji jest prawdopodobnie przyjmowany w Büdingen. W tym samym roku miasto przechodzi na protestantyzm, później na kalwinizm.
W latach 1532–1699 (a szczególnie w latach 1633–1653): procesy czarownic – oskarżono 485 osób. Wykonano 400 egzekucji.
1576: dżuma w Büdingen

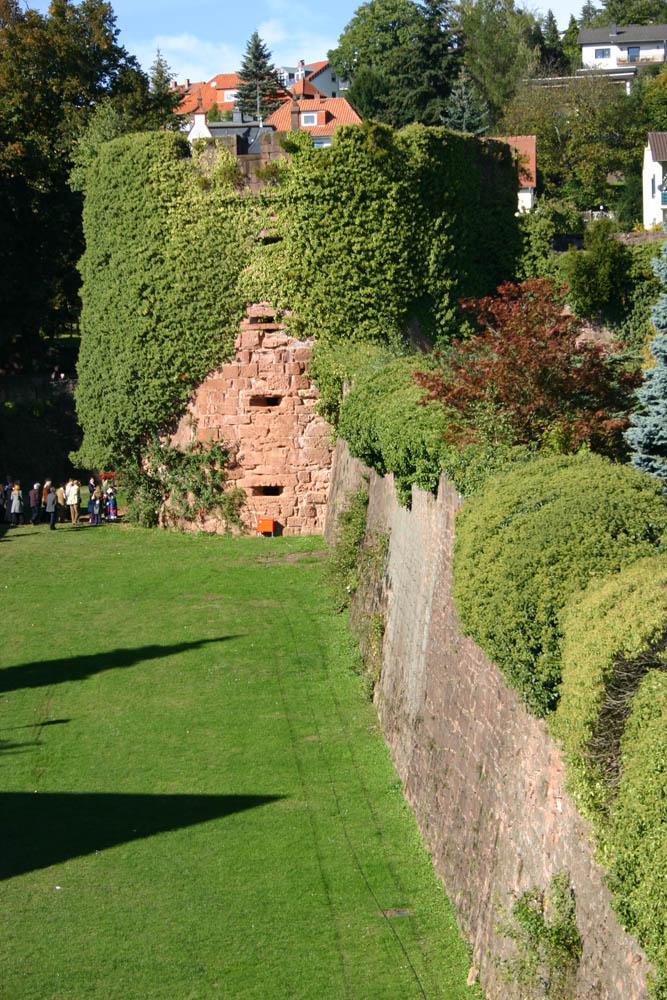
Wielka Wieża

1590: Wielki pożar – Büdingen traci 48 domów mieszkalnych, do tego stajnie i stodoły.
1601: hrabia Wolfgang Ernst zakłada szkołę łaciny, dzisiejsze „Wolfgang-Ernst-Gymnasium”.
1632: nowa epidemia dżumy

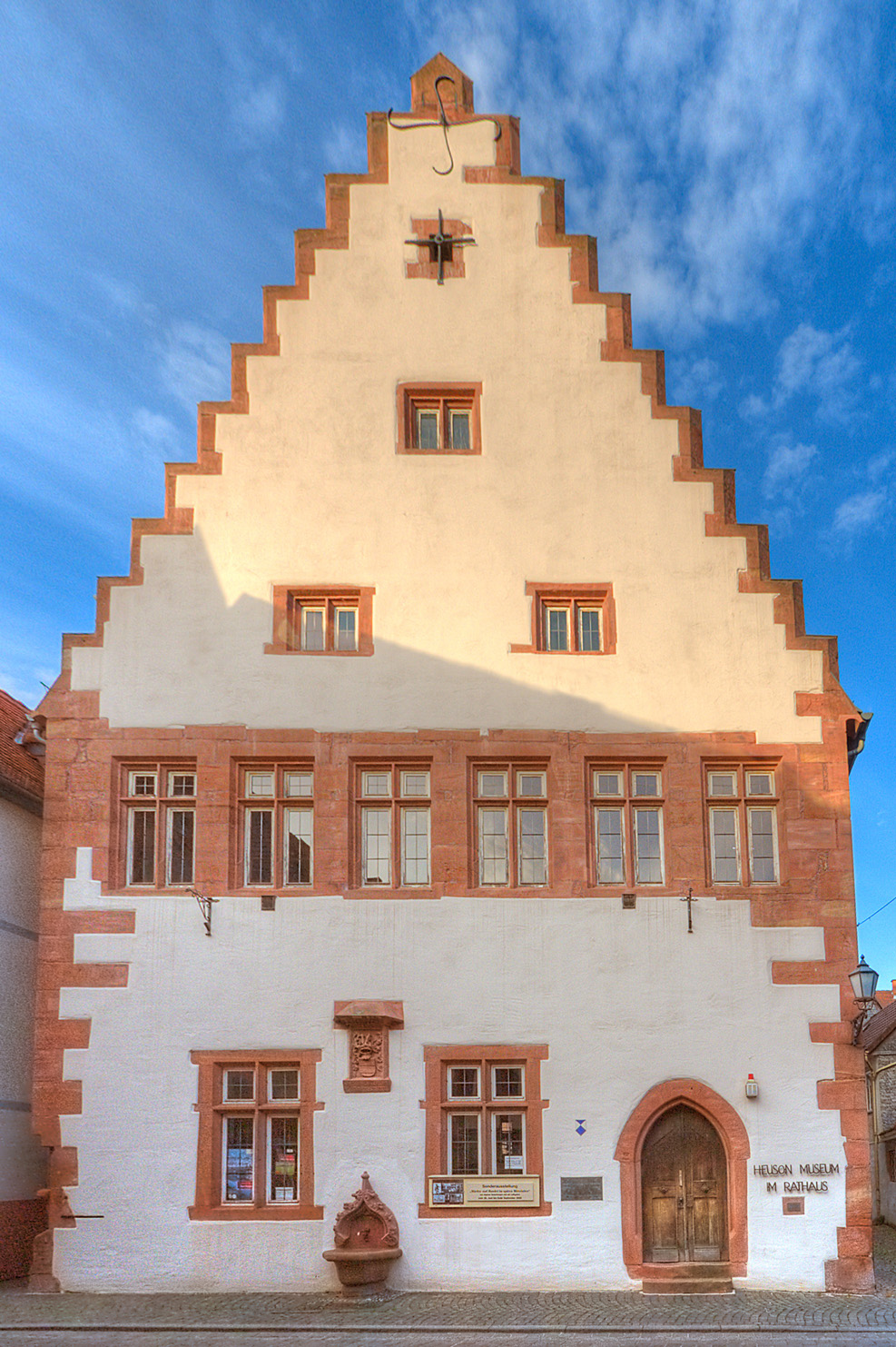
Historyczny ratusz

1634: Cesarscy (Chorwaci) zajmują Büdingen, wypędzają Szwedów i terroryzują protestanckie miasto, paląc i mordując wielu obywateli.

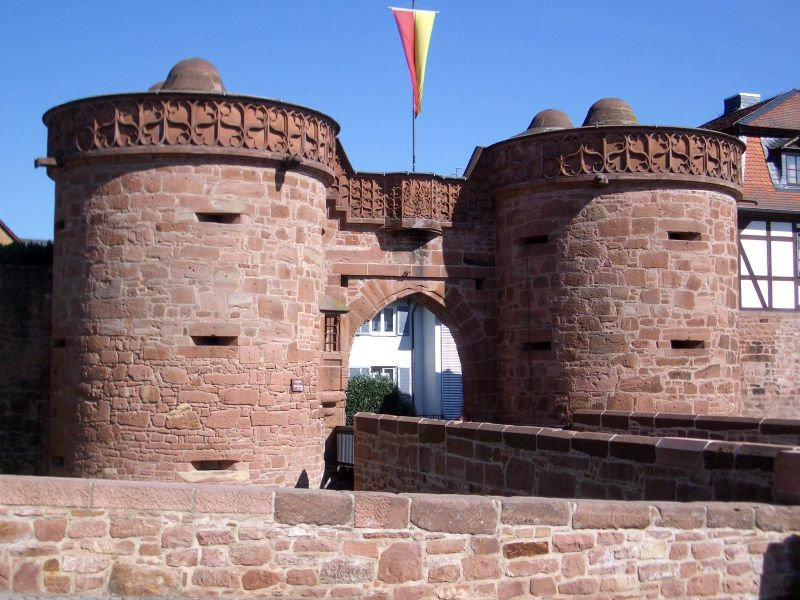
Brama „Jerozolimska”

1712: hrabia Ernst Casimir I rozbudowuje Büdingen (‘Toleranzedikt’), zaprosiwszy (protestanckich) innowierców. Do 1724 roku powstaje przedmieście przed Bramą Jerozolimską (Jerusalemer Tor) zamieszkane przez Hugenotów, Waldensów i „Inspirowanych”.

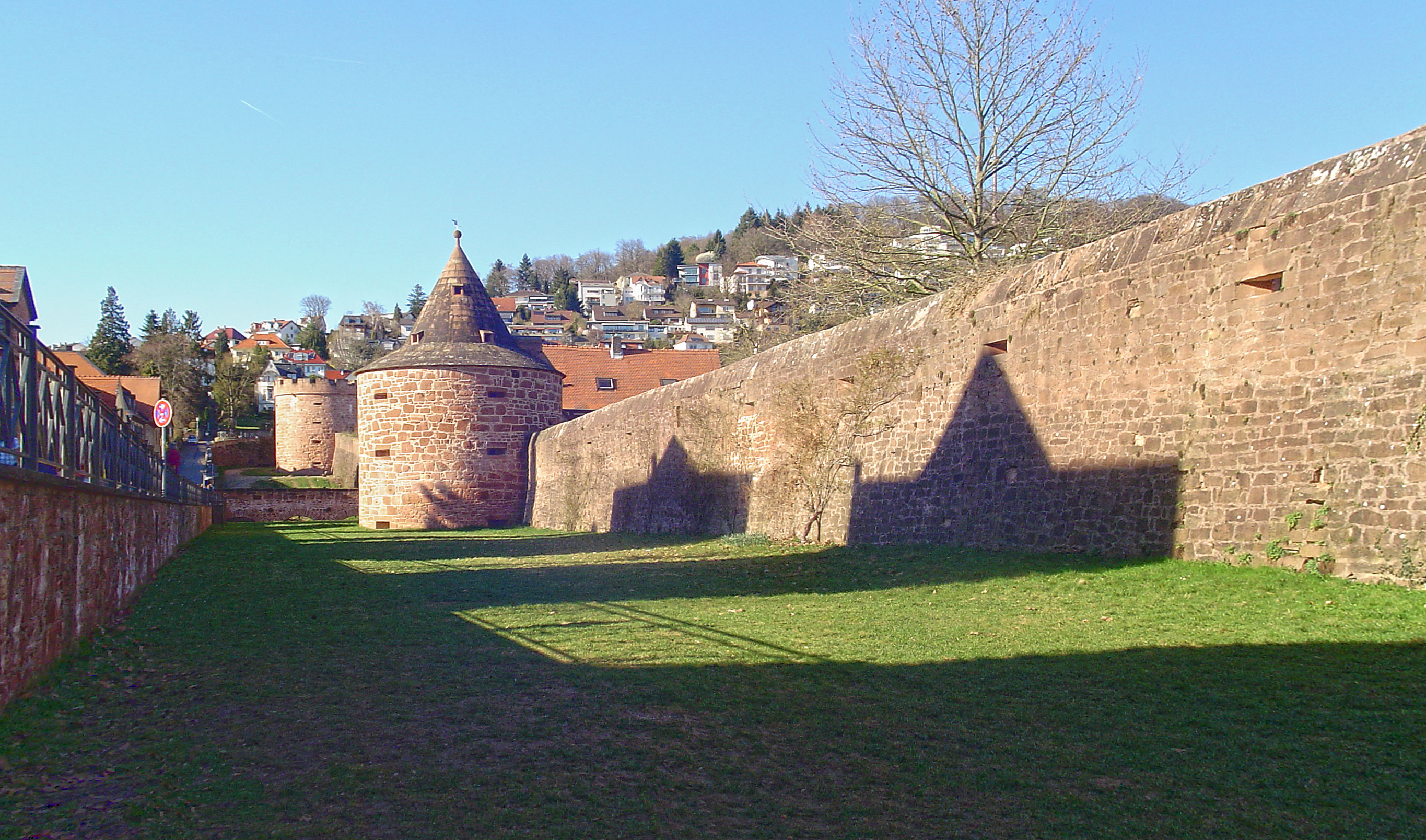
Fosa, most do Bramy Jerozolimskiej, mur i wieże – zachodnia część foryfikacji

W r. 1806 Ysenburg-Büdingen staje się częścią Księstwa Isenburg-Birstein.
Kongres wiedeński dzieli w r. 1816 Księstwo Isenburg między Wielkie Księstwo Hesja-Darmstadt i Elektorat Hesja-Kassel – miasto Büdingen przypada Hessen-Darmstadt.
1830: Rozruchy chłopskie – 2000 poddanych pali akta podatkowe w Büdingen.
W r. 1840 hrabia Ernst Casimir I von Ysenburg und Büdingen zostaje dziedzicznym księciem dekretem Wielkiego Księcia Hessen-Darmstadt.
1867-68: budowa szpitala Matyldy.
1869-1870: budowa linii kolejowej Büdingen – Gelnhausen.
1879: budowa nowego Gimnazjum.
1888-1895: budowa wodociągu i początek budowy kanalizacji.
1910: budowa gazowni.
1911: budowa nowej szkoły podstawowej na Brunostraße.
1913: elektryzacja
1933: Adolf Hitler honorowym obywatelem Büdingen.
1933-1938: prześladowania ludności żydowskiej.
1936: Büdingen staje się miastem garnizonowym: budowa koszar Krügera.
1936-1937: budowa w Büdingen 19 bunkrów tzw. „Małej Linii Zygfryda” („Wetterau-Main-Tauber-Stellung”). 18 z nich zostało zniszczonych po wojnie przez Amerykanów.
W r. 1938 ostatni Żyd opuszcza miasto Büdingen. 9 listopada 1938 pogrom Żydów w Düdelsheim z udziałem SA z miasta Büdingen i z samego Düdelsheimu.
Według spisu ludności 17 maja 1939 r. Büdingen ma 3702 mieszkańców.
1939-1945: co najmniej 944 ofiar pracy przymusowej z Polski, ZSRR, Ukrainy, Estonii, Łotwy, Litwy i wielu innych krajów, w wieku 10–62 lat, pracuje w Büdingen.
1945-2007: w koszarach (Armstrong Barracks) stacjonują oddziały 3. Armii USA (np. 3. amerykańskiej Dywizji Pancernej). Jako ostatnia jednostka opuścił Büdingen 1. Batalion 1. Pułku Kawalerii 4. Brygady 1. Dywizji Pancernej (Hanau) V. korpusu USA w stanie osobowym 620 żołnierzy i 900 członków ich rodzin.
15 kwietnia 1960: odsłona pomnika ofiar II wojny światowej.
1965: budowa nowego budynku administracji z biblioteką.
21 kwietnia 2007: odebranie Adolfowi Hitlerowi honorowego obywatelstwa miasta Büdingen.
2012: parlament miejski rehabilituje ofiary procesów czarownic.

## Współpraca
Miejscowości partnerskie:
- Bruntál, Czechy
- Gistel, Belgia
- Herzberg (Elster), Brandenburgia
- Loudéac, Francja
- Sebeș, Rumunia
- Tinley Park, Stany Zjednoczone